# Springwood House
Springwood House war ein Herrenhaus nahe der schottischen Kleinstadt Kelso in der Council Area Scottish Borders. Das Gebäude selbst wurde zwischenzeitlich abgebrochen. Erhalten sind jedoch unter anderem noch das ehemalige Zufahrtstor sowie das Scott-Douglas Mausoleum. Beide Bauwerke sind in den schottischen Denkmallisten separat als Denkmäler der höchsten Denkmalkategorie A gelistet. Ersteres Bauwerk bildet außerdem mit der nahegelegenen Kelso Bridge ein Denkmalensemble der Kategorie A.

## Springwood House
Das Herrenhaus lag inmitten eines weitläufigen Anwesens nahe dem rechten Ufer des Teviot rund einen Kilometer westlich von Kelso. Die Keimzelle von Springwood House stammte aus dem Jahre 1756. Prägend war jedoch James Gillespie Graham Überarbeitung und signifikante Erweiterung um 1820. Im Zuge dieser Arbeiten entstanden sowohl zusätzliche Räume als auch ein Wintergarten. Im Laufe des Jahrhunderts wurden weitere Außengebäude hinzugefügt. Im 20. Jahrhundert wurde Springwood House abgebrochen.
Springwood House war ein dreistöckiges Herrenhaus. Der Eingangsbereich war imposant mit wuchtigem, säulengetragenem Giebel gestaltet. Wie zuvor bereits bei Ednam House umgesetzt, waren die Fenster im obersten Geschoss, in welchem die Bediensteten lebten, nur etwa halb so groß wie am restlichen Gebäude.

## Zufahrtstor
Das Zufahrtstor befindet sich am Ostrand der ehemaligen Ländereien. Es liegt auf der Sichtachse der nahegelegenen Kelso Bridge. Das im Zusammenhang mit der Erweiterung von Springwood House im Jahre 1822 von James Gillespie Graham gebaute Tor, ist klassizistisch ausgestaltet. Es handelt sich um ein Rundbogenportal mit ornamentiertem Schlussstein, toskanischen Säulen, Triglyphenfries und Gesimse. Die abschließende Sichtschutzmauer schließt mit Natursteinpfeilern mit pyramidalen Kappen.

## Scott-Douglas Mausoleum

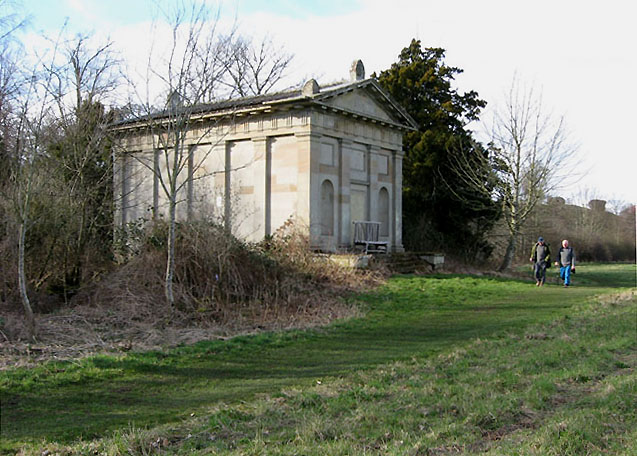
Scott-Douglas Mausoleum

Das nordwestlich von Springwood House am Teviotufer gelegene Mausoleum stammt wahrscheinlich aus der gleichen Bauphase wie das Tor und wurde ebenfalls von James Gillespie Graham geplant. Der Bischof von Glasgow nahm womöglich 1838 die Konsekration vor. Brown & Wardrop lieferten 1853 einen Entwurf für eine Überarbeitung, bei der ein Portikus hinzugefügt werden sollte. Der Entwurf wurde jedoch nicht umgesetzt. Nachdem das Gebäude vandaliert worden war, wurde der Zugang 1989 verschlossen. Drei Jahre später wurde das Mausoleum in das Register gefährdeter denkmalgeschützter Bauwerke in Schottland aufgenommen. 2011 wurde sein Zustand als schlecht bei gleichzeitig geringer Gefährdung eingestuft.
Die Fassaden des klassizistischen, im Stile eines Tempels gestalteten Mausoleums sind vier beziehungsweise sechs Achsen weit. Dorische Pilaster gliedern die Fassaden vertikal. Sie tragen einen umlaufenden Triglyphenfries. Die Giebelflächen sind als Dreiecksgiebel, an der Ostseite mit stilisiertem Akroterion gestaltet. Rundbögige Nischen flankieren das mit Architrav schließende Eingangsportal. Die reich ornamentierte Tür ist nicht erhalten. Der Innenraum ist vermutlich mit weißem und schwarzem Marmor und Gedenkplatten der Scott-Douglas-Familie ausgestaltet.